# سفيتلانا إشموراتوفا
سفيتلانا إشموراتوفا (مواليد 20 أبريل 1972) هي لاعبة بياثلون روسية، فازت بالميدالية الذهبية في منافسات الفردي في الألعاب الأولمبية الشتوية 2006.